# (505) Cava
(505) Cava – planetoida z grupy pasa głównego asteroid okrążająca Słońce w ciągu 4 lat i 149 dni w średniej odległości 2,69 j.a. Została odkryta 21 sierpnia 1902 roku w obserwatorium w Arequipa przez Royala Frosta. Nazwa planetoidy pochodzi od postaci z inkaskiej mitologii – Cavy. Przed jej nadaniem planetoida nosiła oznaczenie tymczasowe (505) 1902 LL.